# Trechalea gertschi
Trechalea gertschi är en spindelart som beskrevs av James E. Carico och Minch 1981. Trechalea gertschi ingår i släktet Trechalea och familjen Trechaleidae. Inga underarter finns listade i Catalogue of Life.